# 스이타정
스이타정(일본어: 吹田町)은 일본 오사카부 미시마군에 설치되었던 정이다. 현재의 스이타시에 해당한다.

## 역사
- 1889년 4월 1일 - 정촌제 시행에 의해 시마시모군 스이타촌이 단독으로 자치체를 형성하였다.
- 1896년 4월 1일 - 미시마군이 성립해, 소속이 변경되었다.
- 1908년 4월 1일 - 정으로 승격해 스이타정이 되었다.
- 1940년 4월 1일 - 지사토촌, 기시베촌, 도요노군 도요쓰촌과 합병해 스이타시가 성립하여, 동일 스이타정은 폐지되었다.

## 교통

### 철도
- 일본국유철도
  - 도카이도 본선
- 기타오사카 전기철도
- 센리선 (현 한큐 센리선)

상기 외에, 구정역을 JR서일본 히가시오사카선이 통과해, 미나미 스이타역도 소재하고 있지만, 당시는 미개업.

## 참고문헌
- 角川日本地名大辞典 27 大阪府